# 1960 en Ontario
Chronologie de l'Ontario
- 1956
- 1957
- 1958
- 1959
- 1960
- 1961
- 1962
- 1963
- 1964

Cette page concerne des événements d'actualité qui se sont produits durant l'année 1960 dans la province canadienne de l'Ontario.

## Politique
- Premier ministre : Leslie Frost du parti progressiste-conservateur de l'Ontario
- Chef de l'Opposition :
- Lieutenant-gouverneur :
- Législature :

## Naissances
- 25 février : David McGuinty, politicien fédéral et frère de Dalton McGuinty.
- 9 septembre : Bob Hartley, entraîneur de hockey sur glace.

## Décès
- 26 juillet : Maud Menten, scientiste (° 20 mars 1879).
- 5 août : Arthur Meighen, 9e premier ministre du Canada (1920-1921, 1926) (° 16 juin 1874).
- 12 décembre : Louis Orville Breithaupt (en), 18e lieutenant-gouverneur de l'Ontario et député fédéral de Waterloo-Nord (1940-1952) (° 28 octobre 1890).
- 31 décembre : Clarence Decatur Howe, député fédéral de Port Arthur (1935-1957) (° 15 janvier 1886).